# Mercado da Ribeira
Le Mercado da Ribeira est un marché couvert situé dans le centre de la capitale portugaise, Lisbonne. Depuis son ouverture en 1882, du poisson, des légumes et des fruits frais y sont vendus. Il est accessible par tous les transports publics via la gare de Lisbonne Cais do Sodré.

## Histoire
La halle a été construite à partir de 1876 selon les plans de l'ingénieur Frederico Ressano Garcia sur la rive nord du Tage à proximité immédiate de la gare Cais do Sodré et a été inaugurée le 1er janvier 1882. Dans la conception, Ressano Garcia a utilisé des éléments d'architecture en fer. Un incendie le 7 juin 1893 détruit des parties du côté est du marché. Sous l'architecte João Piloto, la halle fut agrandie à partir de 1902.
Dès le début des années 1990, le premier étage du bâtiment a été transformé en centre culturel à l'instigation de l'administration municipale. Depuis, diverses manifestations musicales s'y sont déroulées.
Après un déclin progressif, la ville a lancé un appel d'offres en 2010 pour trouver un nouvel opérateur afin de redynamiser le marché. Le magazine lifestyle lisboète Time Out Lisboa a remporté le contrat. En 2014, l'aile ouest de la halle a été entièrement repensée : 35 stands de restauration autour de l'espace intérieur central avec des bancs et des tables en bois proposent de la restauration rapide, de la nouvelle cuisine et de la cuisine portugaise traditionnelle, avec un accent sur les produits régionaux. Après le concept très réussi, Time Out exploite désormais huit autres marchés internationaux en Europe et aux États-Unis en 2019. En plus du nouvel espace gastronomique, la halle continue à être utilisée comme une halle de marché classique avec des étals de fruits, légumes, viandes et poissons.

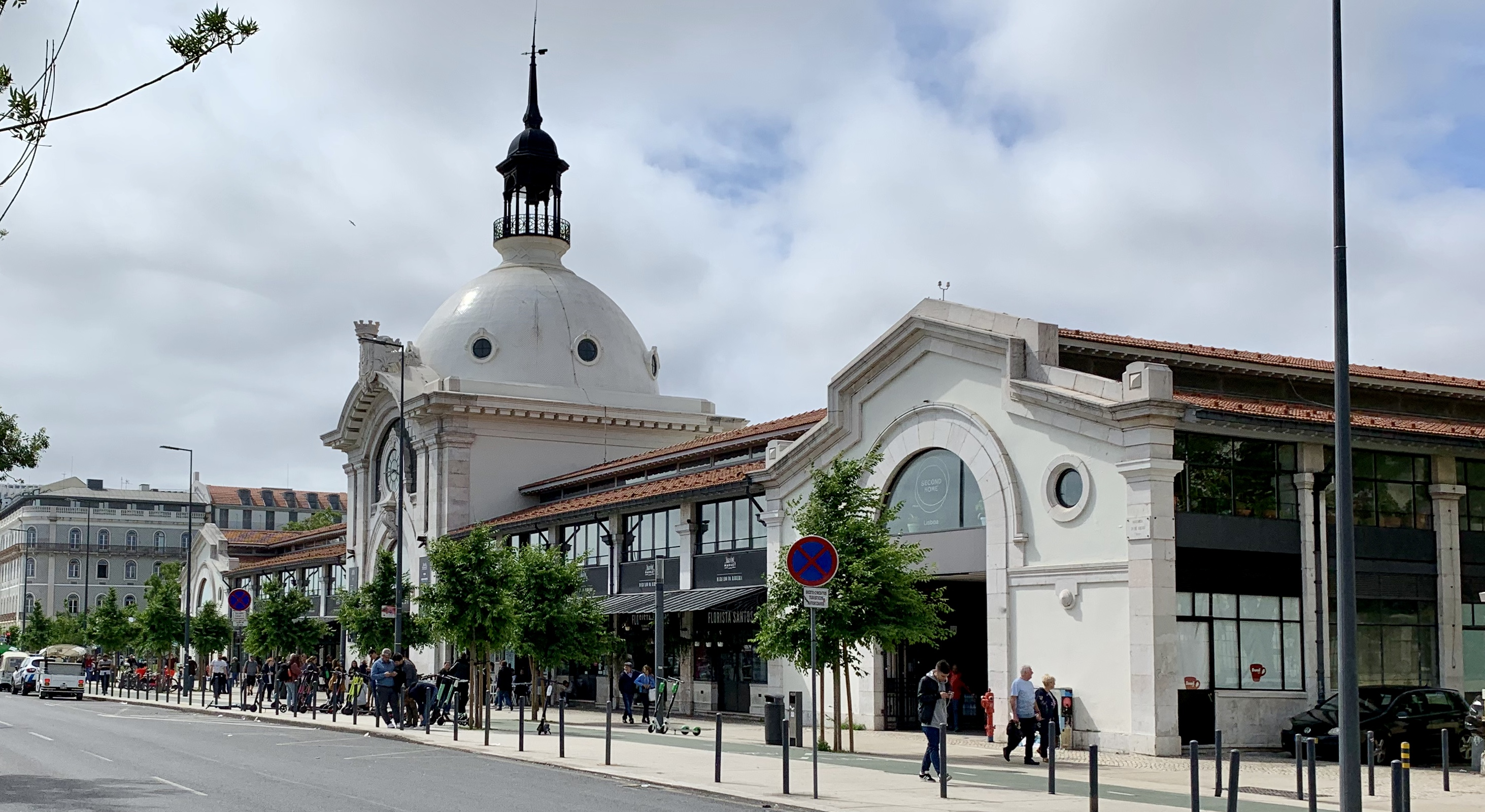
Marché de Ribeira

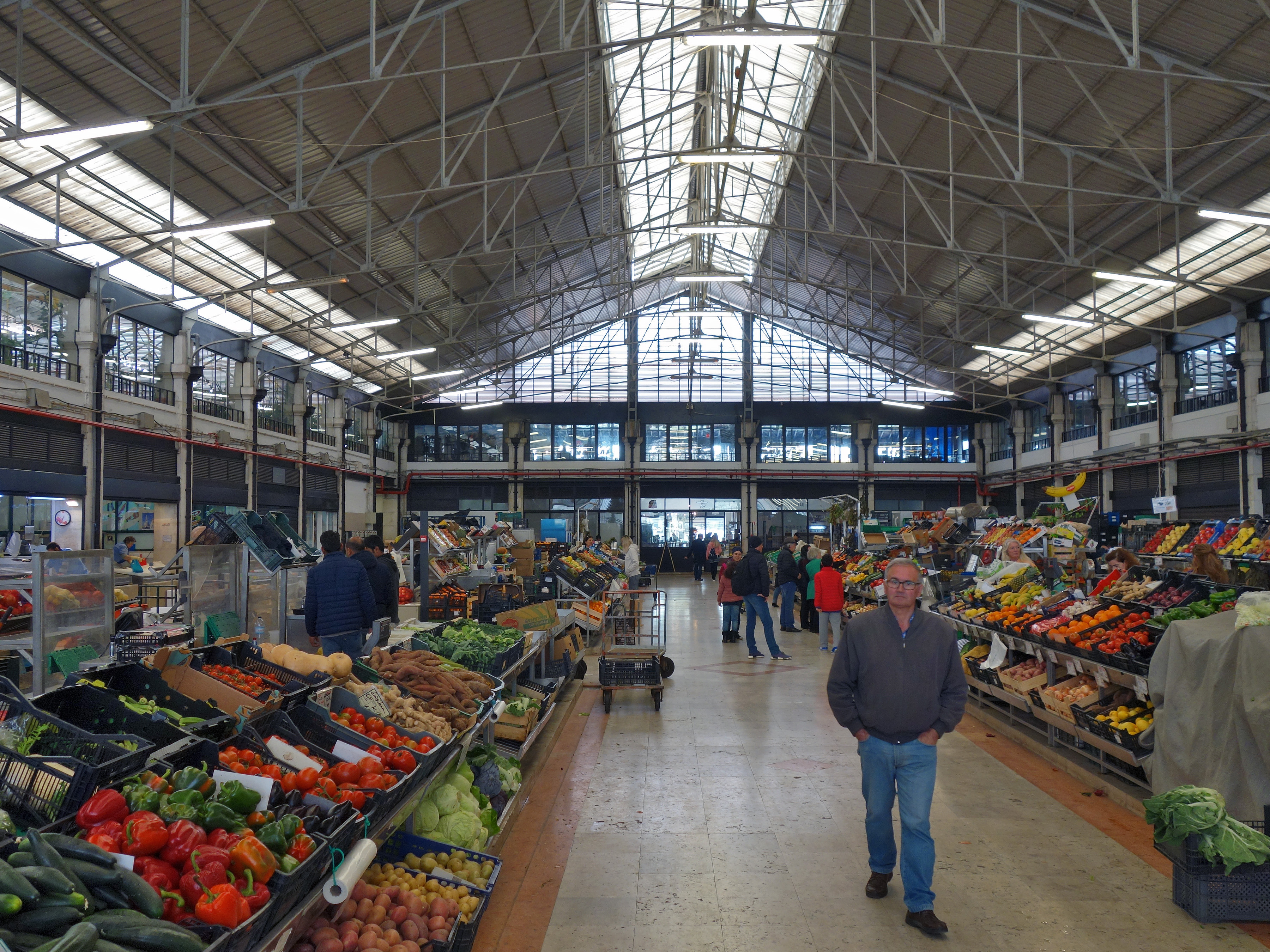
Halle Est avec le marché traditionnel, 2019

## Liens web
- Mercado da Ribeira (en portugais : Sistema de Informação para o Património Arquitectónico)
- Time Out Market Lisboa. Website du Marché
- Neues Food-Konzept in Portugals Hauptstadt. Reportage auf Stern Online, 18 Octobre 2014 (Memento vom 19. Oktober 2014 im Internet Archive)